# Papilio peranthus
Espèce
Papilio peranthus ou Paon des Célèbes est une espèce de lépidoptères (papillons) qui appartient à la famille des Papilionidae, à la sous-famille des Papilioninae, au genre Papilio et au sous-genre Achillides.

## Description
Papilio peranthus est un très grand papillon d'une envergure de 70 mm à 90 mm, au bord externe des ailes festonné avec une grande queue en massue à chaque aile postérieure.
Le dessus est noir avec une partie distale verte et un reflet vert sur le corps.
Le revers est beige avec une partie basale marron et une ligne de chevrons aux ailes postérieures entre la partie beige et la partie marron.

## Biologie

### Plantes hôtes
Les plantes hôtes de sa chenille sont des Micromelum,.

## Écologie et distribution
Il réside aux Philippines, en Malaisie, en Indonésie, à Java et au Sulawesi,.

## Systématique
L'espèce Papilio (Achillides) peranthus a été décrite par l'entomologiste danois Johan Christian Fabricius en 1787.

### Synonymie
- Papilio peranthus ab. phoebus (Fruhstorfer, 1898)[5].

## Taxinomie
Liste des sous-espèces
- Papilio peranthus peranthus ( Fabricius, 1787) - Java.
- Papilio peranthus adamantius (C. & R. Felder, 1865) [6] - Célèbes

Synonyme pour cette sous-espèce
Papilio macedon (Wallace, 1865)
- Papilio peranthus intermedius (Snellen, 1890)[8] - Tanadjampea, Bonerate, Kalaotoa
- Papilio peranthus fulgens (Röber, 1891)[9] - Bonerate, Lombok, Sambawa, Flores, Pura, Adonara
- Papilio peranthus baweana (Hagen, 1896)[10] - Bawean
- Papilio peranthus transiens (Fruhstorfer, 1898) [11] - Lesser Sunda
- Papilio peranthus insulicola (Rothschild, 1896)[12] - Saleyer

Synonyme pour cette sous-espèce
Papilio adamantius insulicola (Rothschild, 1896)
- Papilio peranthus fannius (Fruhstorfer, 1909)[13] - Sumbawa
- Papilio peranthus kinesias (Fruhstorfer, 1909) - Flores
- Papilio peranthus kransi (Jurriaanse & Lindemans, 1920)[14] - Buton
- Papilio peranthus sumie (Shimogori, 1992) [15]
- Papilio peranthus wangiwangiensis(Kitahara, 1989)

## Papilio peranthuset l'Homme

### Protection
Pas de statut de protection particulier.